# Beat Fasel
Pour les articles homonymes, voir Fasel.
 (mai 2025).
La mise en forme du texte ne suit pas les recommandations de Wikipédia : il faut le « wikifier ».
Les points d'amélioration suivants sont les cas les plus fréquents. Le détail des points à revoir est peut-être précisé sur la page de discussion.
- Les titres sont pré-formatés par le logiciel. Ils ne sont ni en capitales, ni en gras.
- Le texte ne doit pas être écrit en capitales (les noms de famille non plus), ni en gras, ni en italique, ni en « petit »…
- Le gras n'est utilisé que pour surligner le titre de l'article dans l'introduction, une seule fois.
- L'italique est rarement utilisé : mots en langue étrangère, titres d'œuvres, noms de bateaux, etc.
- Les citations ne sont pas en italique mais en corps de texte normal. Elles sont entourées par des guillemets français : « et ».
- Les listes à puces sont à éviter, des paragraphes rédigés étant largement préférés. Les tableaux sont à réserver à la présentation de données structurées (résultats, etc.).
- Les appels de note de bas de page (petits chiffres en exposant, introduits par l'outil «  Source ») sont à placer entre la fin de phrase et le point final[comme ça].
- Les liens internes (vers d'autres articles de Wikipédia) sont à choisir avec parcimonie. Créez des liens vers des articles approfondissant le sujet. Les termes génériques sans rapport avec le sujet sont à éviter, ainsi que les répétitions de liens vers un même terme.
- Les liens externes sont à placer uniquement dans une section « Liens externes », à la fin de l'article. Ces liens sont à choisir avec parcimonie suivant les règles définies. Si un lien sert de source à l'article, son insertion dans le texte est à faire par les notes de bas de page.
- La présentation des références doit suivre les conventions bibliographiques. Il est recommandé d'utiliser les modèles {{Ouvrage}}, {{Chapitre}}, {{Article}}, {{Lien web}} et/ou {{Bibliographie}}. Le mode d'édition visuel peut mettre en forme automatiquement les références.
- Insérer une infobox (cadre d'informations à droite) n'est pas obligatoire pour parachever la mise en page.

Pour une aide détaillée, merci de consulter Aide:Wikification.
Si vous pensez que ces points ont été résolus, vous pouvez retirer ce bandeau et améliorer la mise en forme d'un autre article.
Beat Fasel (né le 8 janvier 1954 à Schmitten) est un peintre suisse et professeur de dessin.

## Biographie et carrière
Beat Fasel a suivi une formation d'enseignant primaire, puis a étudié pour devenir professeur de dessin à l'Université de Berne (1979) sous la direction de Gottfried Tritten.
Plusieurs voyages à l'étranger ont joué un rôle important dans son développement artistique, notamment un voyage à Venise en 1977 et un séjour aux États-Unis de 1980 à 1981, ainsi qu'en Amérique centrale (Mexique, Guatemala et Belize). Aux États-Unis, il s'est intensément intéressé àl'expressionnisme abstrait, la peinture d'action et particulièrement à l'artiste Jasper Johns.
Durant sa période créative précoce, il a principalement réalisé des peintures abstraites dans lesquelles des formes géométriques et divers matériaux comme le plâtre, l'acrylique et le carton ondulé étaient superposés avec des contrastes de traits de crayon ou de craie à la cire et au pastel.
À partir du milieu des années 1990, Fasel a travaillé davantage avec des peintures acryliques qu'il appliquait sur papier en couleurs vives et en coups de pinceau denses. Les traces d'usage, le vieillissement naturel et les structures organiques ont continué à constituer une part importante de son expression artistique. La « patine » sert de métaphore à un changement constant ; elle traverse l'ensemble de son œuvre comme un leitmotiv. Le travail de Fasel s'étend également à l'espace public, où il a réalisé plusieurs œuvres dans le domaine de l'art architectural.
À partir de 1984, Fasel a exercé comme formateur d'enseignants à l'École normale cantonale de Fribourg. De 1999 à 2002, il a suivi des études postdiplôme en didactique de l'art et du design à l'Université de Berne, ce qui lui a permis d'enseigner comme professeur à la Haute école pédagogique de Fribourg de 2002 à 2016.

## Œuvres dans l'espace public
- 1991 : Begegnung, techniques mixtes, Kerzers
- 1993 : Unterwegs, peinture, Tavel
- 1997 : Die Leiter, sculpture monumentale, Tavel

## Expositions
- 1986, 1999, 2010 : Musée singinois, Tavel
- 1994 : Stille und Revolte, exposition collective avec GSMBA
- 1994 : Galerie Europa, Université de Fribourg
- 1996 : École primaire de Düdingen, en collaboration avec le sculpteur Emile Angéloz
- 2006 : Galerie J.-J. Hofstetter, Fribourg
- 2008 : ArtLanthen, Schmitten, avec Urs Renggli et Bruno Reidy
- 2019 : Mémoires vives – Gegenwartskunst und kulturelles Erbe, exposition collective avec visarte Freiburg, Musée d'art et d'histoire de Fribourg
- 2024 : Beat Fasel – eine Spurenlese, Musée d'art et d'histoire de Fribourg